# Перехват реки

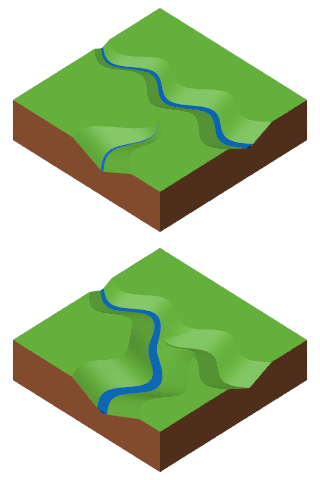
Схема перехвата реки

Перехват реки, или скрадывание реки, — естественная для горного рельефа форма захвата одной рекой потока другой реки, которая несёт свои воды по параллельной долине, но расположенной несколько выше.
Причиной перехвата, как правило, выступает пятящаяся эрозия головной или боковой части речного русла, когда река врезается в водораздельное пространство, пересекает его и достигает русла соседнего потока. Это ведёт к осушению того русла, которое располагается выше.
Среди морфологических признаков перехвата выделяют наличие колена или крутого изгиба реки, появление которых не объясняется геологическими причинами. С точки зрения геологии о возникновении перехвата может свидетельствовать наличие в более молодых террасах перехватившей реки гальки тех горных пород, которых нет в её более старых террасах. При этом направление течения в перехваченном участке может быть противоположным общему уклону местности.